# Joe Partington
Joseph Michael Joe Partington (n. 1 aprilie 1990, Portsmouth, Anglia) este un fotbalist aflat sub contract cu A.F.C. Bournemouth.